# Circonscription de Corangamite
La circonscription de Corangamite est une circonscription électorale australienne dans la lointaine banlieue ouest de Melbourne au Victoria. La circonscription a été créée en 1901 et est l'une des 75 circonscriptions de la première élection fédérale. Elle porte le nom du lac Corangamite. 
Elle est située dans l'ouest du Victoria et a toujours inclus la région autour de Colac mais, aujourd'hui, la plupart de ses électeurs vivent dans la banlieue sud de Geelong ou des villes côtières, telles qu'Anglesea et Queenscliff.
Jusque dans les années 1930, elle a été un siège disputé qui a été à l'occasion remporté par le parti travailliste. En 1918, ce fut le premier siège remporté par le parti Country. La circonscription a été un siège sûr pour le parti libéral des années 1940 à la fin des années 1990 mais il est devenu de moins en moins sûr en raison de son évolution démographique. Cela a entraîné le passage de la circonscription au parti travailliste aux élections fédérales de 2007 pour la première fois depuis 1929.

## Représentants
| Nom              | Parti            | Période de mandat |
| ---------------- | ---------------- | ----------------- |
| Chester Manifold | Protectionniste  | 1901–1903         |
| Gratton Wilson   | Free Trade       | 1903–1909         |
| Gratton Wilson   | Commonwealth     | 1909–1910         |
| James Scullin    | Travailliste     | 1910–1913         |
| Chester Manifold | Commonwealth     | 1913–1916         |
| Chester Manifold | Nationaliste     | 1916–1918         |
| William Gibson   | Country          | 1918–1929         |
| Richard Crouch   | Travailliste     | 1929–1931         |
| William Gibson   | Country          | 1931–1934         |
| Geoffrey Street  | United Australia | 1934–1940         |
| Allan McDonald   | United Australia | 1940–1944         |
| Allan McDonald   | Libéral          | 1944–1953         |
| Daniel Mackinnon | Libéral          | 1953–1966         |
| Tony Street      | Libéral          | 1966–1984         |
| Stewart McArthur | Libéral          | 1984–2007         |
| Darren Cheeseman | Travailliste     | 2007–2013         |
| Sarah Henderson  | Libéral          | 2013–2019         |
| Libby Coker      | Travailliste     | 2019–en cours     |